# Foggy Nelson
Franklin Percy „Foggy” Nelson – fikcyjna postać występująca w amerykańskich komiksach wydawnictwa Marvel Comics. Jest drugoplanowym bohaterem komiksu Daredevil. Foggy jest najlepszym przyjacielem głównego bohatera i przez większą część serii jego przyjacielem prawniczym. Postać została stworzona przez Stana Lee i Billa Everetta. Początkowo Foggy był przedstawiany jako głęboko skonfliktowana postać, rozdarta między silnymi nieporozumieniami zawodowymi z Mattem Murdockiem, ich rywalizacją o uczucia Karen Page i lojalnością względem przyjaciela. Jednak od początku lat 80. często był sprowadzany do roli komika, a jego przyziemny, przeciętny styl życia stanowi kontrast do jego ponurego kolegi superbohatera.
Przez pierwszych kilka lat istnienia komiksu, wygląd Foggy'ego zmieniał się w zależności od numeru, choć najczęściej był rysowany jako szczupły, przystojny i schludnie uczesany młody mężczyzna. Od czasu jego pierwszego przedstawienia przez Gene'a Colana w Daredevilu#20, był konsekwentnie rysowany jako niski, lekko pulchny mężczyzna.
Bohater pojawił się w ekranizacjach komiksów. W filmie z 2003 zagrał go Jon Favreau, a w serialach telewizyjnych Marvel Cinematic Universe, w tym w serialu Daredevil (2015–2018), Defenders (2017), drugim sezonie Jessici Jones (2018), drugim sezonie Luke’a Cage’a (2018) i pierwszym sezonie Daredevil: Odrodzenie(2025) – Elden Henson.